# Pentaneura vittaria
Pentaneura vittaria är en tvåvingeart som beskrevs av James E. Sublette och Sasa 1994. Pentaneura vittaria ingår i släktet Pentaneura och familjen fjädermyggor.
Artens utbredningsområde är Guatemala. Inga underarter finns listade i Catalogue of Life.